# Gianna Nannini
Gianna Nannini, född 14 juni 1954 i Siena, är en italiensk sångerska och rockmusiker. 
Hon slog först igenom 1979 med singeln ”America” och albumet California, vilket blev en framgång i Europa.
Låten "Bello e impossibile" låg på italienska topp 20-listan från 27 september 1986 till slutet av januari 1987.
Hennes i särklass största hit är "I Maschi" från 1987.
I samband med fotbolls-VM i Italien 1990 sjöng hon den officiella VM-låten "Un'estate italiana" tillsammans med Edoardo Bennato.
Nannini har uppnått stor popularitet även i Sverige.
Hennes bror Alessandro Nannini var i slutet av 1980-talet en framgångsrik förare i Benetton F1.

## Diskografi
- Gianna Nannini (1976)
- Una radura (1978)
- California (1979)
- G.N. (1981)
- Latin Lover (1982)
- Puzzle (1984)
- Tutto Live (1985, live)
- Profumo (1986)
- Maschi e altri (1987)
- Malafemmina (1988)
- Scandalo (1990)
- Giannissima (1991)
- X forza e X amore (1993)
- Dispetto (1995)
- Bomboloni – The Greatest Hits Collection (1996)
- Cuore (1998)
- Momo alla conquista del tempo (2002)
- Aria (2002)
- Perle (2004)
- Grazie (2006)
- Ama, Credi e Vai (2006) duett med Andrea Bocelli, cd-singel
- Pia – Come La Canto Io (2007)
- Giannabest (2007)
- Giannadream – Solo I Sogni Sono Veri (2009)

## Singlar
- Bello e impossibile - (1986)